# Iuno (mitologie)
Iuno (sau Iunona) este echivalentul roman al zeiței grecești Hera. Părinții zeiței sunt Saturn (zeu) și Ops, ea fiind sora mai mică și soția lui Jupiter. 
Este numită „Lucina”, datorită faptului că ajuta femeile la nașteri, fie „Juga”, pentru că patrona căsătoriile.
Este de asemenea „patroana protectoare” a orașului Roma fiind venerată pe Capitoliul din Roma.
Sărbătorile de 1 martie îi erau închinate și purtau numele de Matronalia (lat. femeie) și aminteau de rolul salvator pentru cetate al femeilor sabine răpite odinioară, care s-au aruncat în încăierare între părinții și noii lor soți, împiedicându-i să se măcelărească reciproc. 
Când cetățenii romani au fost surprinși de un atac dușman neașteptat (al galilor), gâștele au dat alarma, înștiințând-o pe Iunona care primește supranumele de „Moneta” (în română: „cea care dă alarma”, „cea care alertează”, cea care sfătuiește”), salvând astfel Roma.De aceea era considerată zeița care avertizează și sfătuiește, dar era considerată și ca protectoare a femeilor și paznica finanțelor.
Pentru că în templul zeiței de pe Capitoliu se băteau monedele romane, baterea de monede și monedele erau denumite „moneta”.
Denumirea lunii iunie provine de la această zeiță. Ziua de 14 februarie, considerată „Sfântului Valentin” sau „Ziua Îndrăgostiților”, sărbătorită în Europa Occidentală, este atribuită la fel, ca o reamintire a zeiței, fiind cinstită cu un buchet de flori dăruite persoanei iubite.
Iunona este corespondentul feminin a masculinului Genius.

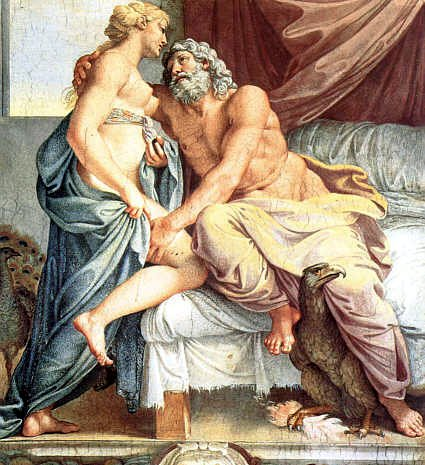
Jupiter și Iunona de Annibale Carracci

Cunoscută ca foarte geloasă, Iuno s-a răzbunat pe toate muritoarele sau zeițele cu care soțul său a înșelat-o (Leto, mama lui Apollo și a Dianei (la greci Artemis), Danae, mama legendarului Perseu, Io, Europa etc).